# Anna Mee Allerslev
Anna Mee Allerslev (født 10. juli 1984 i Sydkorea) er en dansk erhvervskvinde og tidligere kommunalpolitiker, der var borgmester for Beskæftigelses- og Integrationsforvaltningen i Københavns Kommune for Radikale Venstre fra 1. januar 2011 til 31. oktober 2017. Efter længere tids kritik i pressen af at hun havde misbrugt sit embede til egen fordel, meddelte hun 25. oktober 2017, at hun ville trække sig fra politik.
Folketingets ombudsmand undersøgte sagerne og konkluderede, at Anna Mee Allerslev i strid med reglerne for habilitet havde fået stillet et lokale gratis til rådighed af firmaet Øens Murerfirma, der udfører opgaver for Københavns Kommune, hvorefter Anna Mee Allerslev derefter havde været med til at tildele firmaet en erhvervspris. Ombudsmanden vurderede også firmaets istandsættelse af Anna Mee Allerslevs private lejlighed, men konstaterede, at det ikke havde været muligt at trænge til bunds i dette forhold, hvorfor ombudsmanden ikke konkluderede noget om sagen.
Efter sit politiske virke har hun været medejer af en række selskaber på ejendomsmarkedet.

## Baggrund og uddannelse
Anna Mee Allerslev er født i Sydkorea i en lille by uden for Seoul og boede der, indtil hun i en alder af tre måneder blev adopteret af sine danske forældre, Rikke Allerslev Jensen og Lasse Andersson. Anna Mee Allerslevs mor (der er datter af Gudrun Franck) er gymnasielærer på Greve Gymnasium, og hendes far er folkeskolelærer og skolebibliotekar på Skt. Annæ Gymnasiums folkeskole. Anna Mee Allerslev voksede op i Greve syd for København.
I 2003 blev hun student fra Greve Gymnasium, hvorefter hun læste statskundskab i København. Efter at have fået en bachelor i statskundskab (BA. scient.pol.) læste Anna Mee jura på Københavns Universitet, hvor hun blev BA. jur. Anna Mee Allerslev er desuden tidligere elitegymnast og træner.

## Politisk karriere
Anna Mee Allerslev var aktiv i Radikal Ungdom, hvor hun var næstformand fra 2006 til 2007. Hun var personlig assistent for Det Radikale Venstres daværende partileder Margrethe Vestager ved folketingsvalget i 2007 og blev senere medlem af Det Radikale Venstres hovedbestyrelse og forretningsudvalg. Hun var formand for Djøf Studerende 2008 til 2010 og arbejdede i Kommunernes Landsforening, indtil hun blev borgmester i 2011.
Anna Mee Allerslev fik meget opmærksomhed i kommunalvalgkampen i København i 2009 for en valgkampsvideo, hvor en kvinde, der reklamerede for Anna Mee Allerslevs politiske mærkesager, strippede ned til sit undertøj. Ved valget 17. november 2009 blev Allerslev valgt ind i Københavns Borgerrepræsentation med 837 personlige stemmer, hvorefter hun blev den radikale gruppes ordfører for teknik og miljø. Da Klaus Bondam (RV) gik af som borgmester for Beskæftigelses- og Integrationsforvaltningen pr. 1. januar 2011 og tiltrådte stillingen som institutleder ved Det Danske Kulturinstitut i Bruxelles, valgte den radikale gruppe Anna Mee Allerslev som hans afløser som borgmester.
Ved valget til borgerrepræsentationen den 19. november 2013 fik Anna Mee Allerslev med sine 8.512 stemmer tredje flest personlige stemmer og fik posten som borgmester for beskæftigelse og integration med ansvar for erhverv. På sin 30-års fødselsdag i 2014 havde hun således allerede fire års erfaring som borgmester.
Som følge af en række verserende sager i pressen op til kommunal- og regionsrådsvalget 2017, hvor Anna Mee Allerslev var blevet beskyldt for korruption i form af vennetjenester, meddelte hun på Facebook 25. oktober 2017 – godt en måned før valget – at hun ville trække sig fra politik. Tekniske årsager gjorde, at hendes kandidatur ikke kunne fjernes fra stemmesedlen. Ved valget blev hun genvalgt med 1.123 personlige stemmer til trods for, at hun havde opgivet kandidaturet. Radio24syvs delvist satiriske Den Korte Radioavis med Kirsten Birgit Schiøtz Kretz Hørsholm havde i ugerne op til valget kørt en fake news-kampagne for at fremme, at Allerslev blev genvalgt imod sin vilje.
Anna Mee Allerslev var formand for Radikale Venstres kommunalpolitiske netværk 2012 til 2017 og repræsenterede partiet i bestyrelsen og formandskabet af Kommunernes Landsforening fra 2014 til 2017, hvor hun trak sig ud af politik.

## Sager

### Bryllupssagen
Den 12. september 2017 skrev B.T., at Anna Mee Allerslev havde lånt Københavns Rådhus' hal ved hovedindgangen til receptionen for sit bryllup og derved havde sparet 65.000 kroner, som det normalt kostede at leje rådhushallen til et dagsarrangement. Det var i modstrid med retningslinjer for borgerrepræsentanternes brug af rådhusets lokaler vedtaget af Økonomiudvalget i Københavns Kommune 15. juni 2011 ifølge hvilke det fremgik: »Kommunen kan ikke stille lokaler vederlagsfrit til rådighed til private eller partipolitiske arrangementer, der vedrører det partipolitiske formål for det pågældende politiske parti«. og Borgerrepræsentationens regler for præsentation vedtaget 20. juni 2012, hvor det hedder at rådhusets lokaler kan udlånes til kulturelle arrangementer, men ikke til private fester. Anna Mee Allerslev havde endvidere op til bryllupsreceptionen bedt sine embedsmænd svare på 84 praktiske spørgsmål i forbindelse med arrangementet.
Det kom senere frem, at Anna Mee Allerslevs lån af lokalet var en administrativ praksis, der var indført på et møde i maj 2012 mellem partiernes gruppeformænd i det, man kalder gruppeformandskredsen. Venstres daværende gruppeformand, Flemming Steen Munch, havde under punktet Eventuelt medbragt en forespørgsel om lån af lokale til bryllupsreception på vegne af lokalpolitikeren Cecilia Lonning-Skovgaard (V) med til bordet. Gruppeformandskredsen besluttede derefter med støtte fra chefen for Borgerrepræsentationens Sekretariat, Flemming Dubgaard, samt en jurist fra samme sted, at lokalet kunne lånes til dette formål. Anna Mee Allerslev havde i februar 2017 spurgt gruppeformandskredsen om lov til at holde bryllupsreception på rådhuset, og den havde godkendt forespørgslen ved at følge den praksis, der blev skabt med Lonning-Skovgaard. Medens Anna Mee Allerslev havde lånt Rådhushallen havde fire politikere tidligere benyttet Festsalen i forbindelse med deres bryllup.
Den daværende overborgmester i Københavns Kommune, Frank Jensen, fortalte 15. november 2017 til TV2, at det var medarbejdere i Københavns Kommunes Rådhusservice, der anonymt havde givet B.T.'s journalister oplysningerne om bryllupsreceptionen. Rådhusservice hører under Økonomiforvaltningen og dermed den forvaltning, som Frank Jensen var ansvarlig for. Frank Jensen udtalte i den forbindelse, at lækken var "fuldstændig uacceptabel".

### Gensidige tjenester der involverede kommunal samarbejdspartner
B.T. skrev 5. oktober 2017 at Anna Mee Allerslev til sin 30 års fødselsdag 16. august 2014 omkostningsfrit havde lånt et lokale af Øens Murerfirmas ejet af Jan Elving, der havde et tæt samarbejde med Anna Mee Allerslevs beskæftigelsesforvaltning. Samme avis kunne 25. oktober 2017 dokumentere at Anna Lee Allerslev i en mail sendt 14. oktober 2016 - tre måneder efter fødselsdagsfesten - havde bedt direktøren i Teknik- og Miljøforvaltningen om at hjælpe med at give en tilladelse i en stor byggesag, som Øens Murerfirma havde liggende til sagsbehandling i forbindelse med et projekt på en industrigrund i Kløverparken på Amager i København, hvor en stor matrikel tilhørte Øens Murerfirma. Året før havde Anna Mee Allerslev stillet 45 spørgsmål til borgerrepræsentationen om mulighederne for at forbedre rammebetingelserne for Kløverparkenprojektet.
Som reaktion på kritikken af, at kunne have været tale om en vennetjeneste, bad Beskæftigelses- og Integrationsforvaltningen i Københavns Kommune advokatfirmaet Horten om at fortage en vurdering af Anna Mee Allerslevs habilitet. Undersøgelsen konkluderede at Anna Mee Allerslev ikke havde været inhabil som følge af sit venskabelige forhold til ejeren af Øens Murerfirma, Jan Elving. Advokaterne vurderede, at venskabet med Jan Elving var professionelt og ikke gjorde Anna Mee Allerslev inhabil, samt at der havde været truffet rigtige og lovlige afgørelser i sagen. Desuden beskrev undersøgelsen, at Anna Mee Allerslev ikke havde kompetence til at influere byggesagen, da hun var beskæftigelses- og integrationsborgmester (og ikke teknik- og miljøborgmester), og at det ikke kun var Anna Mee Allerslev, der havde stillet spørgsmål til netop denne grund, men at der generelt havde været stort fokus på grunden fra flere politikere fra flere forskellige partier.[kilde mangler]
Advokatundersøgelsen blev sendt til Folketingets Ombudsmand, som havde bedt Københavns Kommune om en redegørelse af sagen. Ombudsmanden var efter en samlet vurdering enig med kommunen i, at der ikke forelå et venskabsforhold mellem borgmesteren og direktøren for det private firma, som medførte inhabilitet. Derimod havde udlånet af lokalet i forbindelse med fejringen af borgmesterens fødselsdag efter ombudsmandens opfattelse karakter af en gave, som borgmesteren ikke burde have taget imod. Hun blev dermed inhabil i forhold til firmaet og burde ikke have deltaget i beslutningen om uddelingen af Københavns Erhvervspris til firmaet 13. juni 2016, hvor hun havde siddet i dommerkomiteen sammen med tre andre borgmestre og medlemmer af Københavns Erhvervsråd.

### Brug af embedsværk ved privat altanprojekt
Ifølge B.T. 23. januar 2018 gik direktør i Københavns Teknik- og Miljøforvaltning Torben Gleesborg i december 2016 personligt gik ind i en byggesag, hvor den tidligere radikale beskæftigelses- og integrationsborgmester Anna Mee Allerslev havde problemer med at få godkendt et altanprojekt i den ejendom på Østerbrogade i København, hvor hun bor. Det fremgår af sagens akter, at Anna Mee Allerslev ingen særbehandling fik, og at hun fik afslag to gange på den altandybde, hun ansøgte om.

### Lejlighed totalrenoveret af kommunal samarbejdspartner
Godt tre måneder efter Anna Mee Allerslev afgang som borgmester skrev B.T. at Øens Murerfirma fra februar 2016 til februar 2017 havde stået for en totalrenovering af hendes 236 kvadratmeter store lejlighed på Østerbro. Ifølge samme avis havde Øens Murerfirma i Anna Mee Allerslevs tid som borgmester et tæt samarbejde med hendes beskæftigelsesforvaltning og tog bl.a. imod lærlinge, der var socialt udsatte og på kanten af samfundet. I forbindelse med renoveringen havde Øens Murerfirma accepteret at betale tre regninger på i alt 25.250 kroner til en underentreprenør og til en uvildig syns- og skønsmand, som betaling for arbejder som Anna Mee Allerslev havde klaget over. Ifølge B.T. var dette i modstrid med den forklaring som Anna Mee Allerslev havde afgivet til Københavns Kommunes advokatfirma Horten, hvis redegørelse for sagen var fremsendt til Folketingets Ombudsmand 22. januar 2018. Anna Mee Allerslev skulle således have sagt, at hun blot havde bedt firmaet om at udføre en mindre del af renoveringen, hvilket ikke stemte overens med dokumenter fra firmaet i februar 2016, hvor det benævnte sig selv som hovedentreprenør.. Kommunen bad derfor Horten om en vurdering af, hvorvidt de nye oplysninger var af betydning for Hortens oprindelige vurdering af sagen.
Anna Mee Allerslev forklarede til ombudsmanden, at B.T.s påstande var ubegrundede, idet hun allerede i december 2017 havde oplyst til advokatfirmaet, at Øens Murerfirma kun havde udført murerarbejde og byggestyring af en del af renoveringen. Af et budget fra april 2016 fremgik det, af renoveringen samlet set stod til omkring 1,7 millioner kroner. Den 3. maj 2018 viste en ny undersøgelse fra Københavns Kommune, at Allerslev havde fået udført arbejde for 468.976 kroner af Øens Murerfirma i sin lejlighed. Selvom Øens Murerfirma dermed ikke havde fået betaling som hovedentreprenør, var det ifølge Bente Hagelund, forfatter til lærebøger om forvaltningsret, stadig problematisk, at Allerslev havde involveret en af kommunens store leverandører i private affærer, da det set udefra kunne bringe firmaet i en situation, hvor det kunne føle sig presset til at give hende fordele for ikke at gøre sig upopulær på rådhuset.
Anna Mee Allerslev klagede til Pressenævnet over B.T.s dækning af sagen og forlangte et genmæle. Pressenævnet afviste imidlertid, at der var grundlag for et genmæle, da Pressenævnet anså det for underordnet for pressedækningen om murerfirmaet havde fungerer som byggestyrer eller hovedentreprenør.
Folketingets Ombudsmand var på eget initiativ gået ind i sagen for at vurdere, om Øens Murerfirma havde afholdt omkostninger under byggesagen, som burde have været afholdt af Anna Mee Allerslev selv, således at Anna Mee Allerslev eventuelt på denne måde kunne siges at have modtaget en gave fra firmaet. Medens undersøgelsen stod på, skrev Berlingske, at Anna Mee Allerslev ved renoveringen af hendes lejlighed havde fået et ubegrundet nedslag på 77.500 kr. i regningen fra Øens Murerfirma. Det rejste ifølge forvaltningsretseksperten Bente Hagelund mistanke om, at der var tale om en gave og dermed bestikkelse. Som eksempel på det nære forhold mellem Anna Mee Allerslev og Jan Elving, ejer af Øens Murerfirma, rapporterede B.T. at Anna Mee Allerslev havde lejet Jan Elvings ferielejlighed i Sydfrankrig, og boet der, medens renoveringen af hendes lejlighed stod på.
Ombudsmanden kunne konstatere, at en række af de foreliggende oplysninger ikke var entydige, og at de blev bestridt af såvel Øens Murerfirma som Anna Mee Allerslev selv. Det blev konkluderet, at det ikke var muligt inden for rammerne af en ombudsmandsundersøgelse at trænge til bunds i spørgsmålet om de økonomiske forhold i byggesagen. Dermed havde ombudsmanden ikke grundlag for at fastslå, hvorvidt Anna Mee Allerslev havde modtaget gaver eller andre fordele fra firmaet, således at der som følge heraf var opstået spørgsmål om inhabilitet.

### Injuriesager mod medier
Anna Mee Allerslev anså artiklerne i B.T. og i Berlingske om de forskellige sager som injurierende mod hendes person, og hun anlagde derfor sag mod de to medier med påstand om, at der var tale om injurier. Inden selve retssagen trak hun dog sagerne tilbage.